# سوق الحد
تقع بلدية سوق الحد بدائرة الثنية ولاية بومرداس تحدها شمالا بلدية الثنية وشرقا بلديتي عمال وغربا بلدية بن عمران وهي بلدية تعدادها السكاني حوالي 6693 تتميز بخصوبة أراضيها وجبالها الغنية بأشجار الزيتون 

## القرى
- آيث حمادوش
- آيث علي
- فخارة
- إيطوبال
- جناح
- بالول

## الطرق
- طريق الصومعة

## الملاعب
يضم إقليم بلدية سوق الحد العديد من ملاعب كرة القدم، منها:
1. ملعب سوق الحد (الإحداثيات: 36°41′14″N 3°35′25″E / 36.6872567°N 3.5903191°E)

## شخصيات
- علي بوسحاقي
- محمد الصغير بوسحاقي
- يحي بوسحاقي
- محمد دريش
- دحمان دريش (سياسي)
- إلياس دريش
- رشيد دريش
- محمد دريش (أكاديمي)
- دحمان دريش

## مواضيع ذات صلة
- بلديات ولاية بومرداس
- دوائر ولاية بومرداس